# Бека (Жерс)
Бека (фр. Beccas) насеље је и општина у јужној Француској у региону Миди Пирене, у департману Жерс која припада префектури Миранд.
По подацима из 2011. године у општини је живело 100 становника, а густина насељености је износила 29,59 становника/km². Општина се простире на површини од 3,38 km². Налази се на средњој надморској висини од 186 метара (максималној 275 m, а минималној 159 m).

## Демографија
| 1962. | 1968. | 1975. | 1982. | 1990. | 1999. | 2011. |
| ----- | ----- | ----- | ----- | ----- | ----- | ----- |
| 62    | 69    | 59    | 62    | 77    | 83    | 100   |

График промене броја становника у току последњих година